# زلزال القاهرة 1754
حدث زلزال مدينة القاهرة في فترة الدولة العثمانية في يوم 18 أكتوبر 1754، وقُدِّر عدد الموتى بنحو 40 ألف شخص. وقدر عالم الزلازل اليوناني نيكولاس أمبريسيس حجم المنطقة المحسوسة (Mfa) بقيمة 6.6، وشدة قصوى تتراوح بين (VII,IX) على مقياس ميركالى المعدل أى بين قوى جدًا وعنيف.

## الأضرار
وكان الزلزال مدمرًا بشكل خاص في مدينة القرافة في حى بولاق، ومناطق القاهرة الجديدة الحالية. دمرت العديد من المنازل، وتعرض دير سانت كاترين لأضرار بالغة، وانهار حوالي ثلثي المباني في القاهرة. شعر الناس بالهزة من على بعد مساحة 150 ألف كم2. وقد خلط بعض المؤرخين بينه وبين زلزال الأناضول الذى كان في تاريخ الثاني من سبتمبر عام 1754. توفى ما لا يقل عن 40 ألف شخص نتيجة لضحالة عمق البؤرة ووقعه في منطقة مكتظة بالسكان.